# Funk Brasil Especial
Funk Brasil Especial é um álbum de "funk carioca" lançado em 1994.
Produzido pelo DJ Marlboro, o álbum alcançou o primeiro lugar na lista de CDs mais vendidos e recebeu o disco de ouro da Pro-Música Brasil. 

## Faixas
| N.º | Título                                      | Artista           | Duração |  |
| 1.  | "Rap do Bonde"                              | Big Rap & Luciano |         |  |
| 2.  | "De Bar em Bar"                             | Tchello           |         |  |
| 3.  | "Rap do Surfista"                           | Grupo Geração     |         |  |
| 4.  | "Menina (Venha pra Mim)"                    | SD Boys           |         |  |
| 5.  | "Sinto Saudade"                             | Mike Dee          |         |  |
| 6.  | "Alô D.J."                                  | Paquitas          |         |  |
| 7.  | "Tem Que Ter"                               | Big Rap & Luciano |         |  |
| 8.  | "Mel da Sua Boca"                           | Copacabana Beat   |         |  |
| 9.  | "Rap do Rio"                                | Grupo Geração     |         |  |
| 10. | "É o Bicho É o Bicho"                       | SD Boys           |         |  |
| 11. | "Menina (Venha pra Mim) (Versão Melodymix)" | SD Boys           |         |  |

## Tabelas
| Tabela musical (1995) | Posição |
| --------------------- | ------- |
| Brasil (Nopem)        | 1       |

| Tabela musical (1995) | Posição |
| --------------------- | ------- |
| Brasil (Nopem)        | 10      |